# Usines de fabrication automobile en Algérie
 (novembre 2018).
Si vous disposez d'ouvrages ou d'articles de référence ou si vous connaissez des sites web de qualité traitant du thème abordé ici, merci de compléter l'article en donnant les références utiles à sa vérifiabilité et en les liant à la section « Notes et références ».
 (avril 2023).
Cet article liste les usines de fabrication automobile en Algérie par marque, dans les différentes provinces du pays.
| Marques                            | Capacité / an               | Type de véhicule                            | Province                      |
| ---------------------------------- | --------------------------- | ------------------------------------------- | ----------------------------- |
| Volkswagen (Groupe SOVAC)          | fermé                       | Véhicules de tourisme                       | Wilaya de Relizane            |
| Hyundai (CIMA MOTORS)              | 3000                        | Véhicules de tourisme                       | Wilaya de Tiaret              |
| BAIC (Sariak Auto Handler)         | fermé                       | Véhicules de tourisme                       | Wilaya de Batna               |
| Suzuki (CIMA MOTORS)               | fermé                       | Véhicules de tourisme                       | Wilaya de Saïda               |
| Renault (RAP)                      | à l'arrêt depuis 2020       | Véhicules de tourisme                       | Wilaya d'Oran                 |
| Peugeot-Citroën (PCPA)             | fermé                       | Véhicules de tourisme                       | Wilaya d'Oran                 |
| Kia (Global Group)                 | fermé                       | Véhicules de tourisme                       | Wilaya de Batna               |
| SEAT (Groupe SOVAC)                | fermé                       | Véhicules de tourisme                       | Wilaya de Relizane            |
| Škoda (Groupe SOVAC)               | fermé                       | Véhicules de tourisme                       | Wilaya de Relizane            |
| Chery (GM Trade Groupe Mazouz)     | En cours                    | Véhicules de tourisme                       | Wilaya de Bordj Bou Arreridj  |
| Audi (Groupe SOVAC)                | fermé                       | Véhicules de tourisme                       | Wilaya de Relizane            |
| FIAT Tafraoui (Groupe Stellantis)  | 60 000 (2025) 90 000 (2026) | Véhicules de tourisme et utilitaires légers | Wilaya d'Oran                 |
| IVECO (Groupe Ival)                | fermé                       | Véhicules utilitaires                       | Wilaya de Bouira              |
| Mercedes-Benz (SAFAV)              | 8 000                       | Véhicules utilitaires                       | Wilaya de Tiaret              |
| Mercedes-Benz Trucks (SAPPL-MB)    | 15 000                      | Camions et autobus                          | Wilaya d'Alger                |
| Hyundai Truck & Bus (Global Group) | fermé                       | Camions et autobus                          | Wilaya de Batna               |
| Shacman (GM Trade Groupe Mazouz)   | 10 000                      | Camions                                     | Wilaya de Sétif               |
| Higer Bus (GM Trade Groupe Mazouz) | 3 000                       | Autobus                                     | Wilaya de Sétif               |
| Foton (Kiv Group)                  | fermé                       | Camions et véhicules de tourisme            | Wilaya d'Annaba               |
| JAC Motors (EminAuto)              | fermé                       | Camions et véhicules de tourisme            | Wilaya d'Aïn Témouchent       |
| SNVI                               | 6 400                       | Camions et autobus                          | Wilaya d'Alger                |
| Renault Trucks-Volvo (BSF Souakri) | 5 000                       | Camions                                     | Wilaya de Blida               |
| Etrag                              | 6 000                       | Tracteurs agricoles                         | Wilaya de Constantine         |
| Sonalika                           | 6 000                       | Tracteurs agricoles                         | Wilaya de Sidi Bel Abbès      |
| Massey Ferguson (ATC SpA)          | 5 000                       | Tracteurs agricoles                         | Wilaya de Constantine         |
| Deutz-Fahr (groupe SAME S.p.A.)    | 5 000                       | Tracteurs agricoles                         | Wilaya de Tlemcen             |
| Mahindra Tractors                  | 3 000                       | Tracteurs agricoles                         | Wilaya de Tizi Ouzou          |
| AS-Motors                          | 30 000                      | Cyclomoteurs                                | Wilaya de Bordj Bou Arreridj  |
| SYM (Algeria HAM Motors)           | 15 000                      | Cyclomoteurs                                | Wilaya de Sétif               |
| VMS industrie                      | 5 000                       | Cyclomoteurs                                | Wilaya de Béjaïa et de Bouira |
| CYCMA                              | 10 000                      | Cyclomoteurs                                | Wilaya de Guelma              |